# Southbridge (elettronica)

Struttura ad albero di un Chipset, si notano il Northbridge ed il Southbridge.

Il southbridge (letteralmente ponte sud, chiamato anche I/O Controller Hub o ICH), è un chip, che è parte del chipset, che implementa le capacità più "lente" di una scheda madre, come il collegamento con i bus PCI e USB, i canali ATA, le porte seriali e parallele, il floppy disk e tutti i dispositivi esterni, in un'architettura basata su un chipset northbrige/southbridge. Generalmente il southbridge è legato alla CPU tramite il northbridge, il quale invece dialoga direttamente con il processore e la memoria RAM.

## Etimologia
Il nome è derivato dal progetto dell'architettura simile a una mappa. La CPU, situata in cima, quindi a nord, è connessa al chipset con un ponte "rapido" (il northbridge) situato appunto, a nord rispetto alle altre periferiche di sistema, mentre il southbridge connette il northbridge al resto dei sistemi tramite un ponte "lento" situato a "sud".

## Funzionalità
Le funzionalità di un southbridge attuale includono:
- Bus PCI - Include le tradizionali specifiche, ma anche quelle per PCI-X e PCI-Express
- Bus ISA - L'ISA bus è ancora integrato nei moderni southbridge anche se nei PC consumer non è più utilizzato. Lo si adopera però ancora nei PC industriali, specie nel formato PC/104.
- Bus SM - È usato per comunicare con altre periferiche della scheda madre (p.e. ventole)
- Controller DMA - Permette alle periferiche sotto al southbridge di accedere direttamente alla memoria principale senza ricorrere alla CPU
- Controller Interrupt - Permette alle periferiche collegate di ottenere attenzione dalla CPU
- Controller IDE, SATA o PATA - Consentono una connessione diretta delle periferiche di archiviazione al sistema
- LPC Bridge - Fornisce il data e il control path per il Super I/O (SIO)
- Real-time clock - Orologio in tempo reale, alimentato da una batteria a tampone
- Gestione dell'alimentazione elettrica (APM e ACPI) - Forniscono metodi e segnali per permettere al computer di andare in stand-by o spegnersi per risparmiare energia
- CMOS - Aiutato dalla batteria tampone, crea un'area limitata di memoria non volatile per le configurazioni di sistema (BIOS)

Inoltre il southbridge include anche il supporto per Ethernet, RAID, USB, codec audio e firewire. Può anche includere, anche se raramente, il supporto per tastiere, mouse e porte seriali, ma normalmente queste periferiche sono connesse tramite un'altra periferica chiamata Super I/O.